# Meltdown (chanson de Stromae)
 (janvier 2021).
La mise en forme du texte ne suit pas les recommandations de Wikipédia : il faut le « wikifier ».
Les points d'amélioration suivants sont les cas les plus fréquents :
- Les titres sont pré-formatés par le logiciel. Ils ne sont ni en capitales, ni en gras.
- Le texte ne doit pas être écrit en capitales (les noms de famille non plus), ni en gras, ni en italique, ni en « petit »…
- Le gras n'est utilisé que pour surligner le titre de l'article dans l'introduction, une seule fois.
- L'italique est rarement utilisé : mots en langue étrangère, titres d'œuvres, noms de bateaux, etc.
- Les citations ne sont pas en italique mais en corps de texte normal. Elles sont entourées par des guillemets français : « et ».
- Les listes à puces sont à éviter, des paragraphes rédigés étant largement préférés. Les tableaux sont à réserver à la présentation de données structurées (résultats, etc.).
- Les appels de note de bas de page (petits chiffres en exposant, introduits par l'outil «  Source ») sont à placer entre la fin de phrase et le point final[comme ça].
- Les liens internes (vers d'autres articles de Wikipédia) sont à choisir avec parcimonie. Créez des liens vers des articles approfondissant le sujet. Les termes génériques sans rapport avec le sujet sont à éviter, ainsi que les répétitions de liens vers un même terme.
- Les liens externes sont à placer uniquement dans une section « Liens externes », à la fin de l'article. Ces liens sont à choisir avec parcimonie suivant les règles définies. Si un lien sert de source à l'article, son insertion dans le texte est à faire par les notes de bas de page.
- La présentation des références doit suivre les conventions bibliographiques. Il est recommandé d'utiliser les modèles {{Ouvrage}}, {{Chapitre}}, {{Article}}, {{Lien web}} et/ou {{Bibliographie}}. Le mode d'édition visuel peut mettre en forme automatiquement les références.
- Insérer une infobox (cadre d'informations à droite) n'est pas obligatoire pour parachever la mise en page.

Pour une aide détaillée, merci de consulter Aide:Wikification.
Si vous pensez que ces points ont été résolus, vous pouvez retirer ce bandeau et améliorer la mise en forme d'un autre article.
Pour les articles homonymes, voir Meltdown.
Meltdown est une chanson de l'artiste belge Stromae avec la chanteuse néo-zélandaise Lorde, de l'artiste hip hop américain Pusha T, du rappeur américain Q-Tip et du groupe de rock indépendant Haim. Elle est sortie le 17 novembre 2014 en tant que morceau d'ouverture de l'album de la bande originale du film Hunger Games : La Révolte, partie 1. Meltdown utilise la bande son de Merci, tirée du second album studio de Stromae, Racine carrée (2013), qui a été produit par lui-même, Thomas Azier et Aron Ottingnon. La chanson a été bien reçue par les critiques musicales et s'est classée au premier rang de plusieurs hits-parades.

## Contexte et composition
"Meltdown" a été écrit par Stromae, Lorde (de son nom de naissance Ella Yelich-O'Connor), Joel Little, Kamaal Ibn John Fareed, Terrence Thornton et Este Haim (Danielle Haim et Alana Haim du groupe de rock indépendant Haim). Il est sorti le 17 novembre 2014 en tant que morceau d'ouverture de l' album de la bande originale du film 2014 The Hunger Games: Mockingjay, Part 1. La chanson est tirée de "Merci", un morceau instrumental du deuxième album studio de Stromae, Racine carrée (2013).
Melissa Locker du Times a décrit "Meltdown" comme une "simple piste de danse de synthé sombre" et "un ver d'oreille cinétique influencé par les années 80 ", tandis que NME  le visualisait comme un "coup de pied d'électro explosif". Exclaim a décrit "Meltdown" comme ayant une "impulsion de propulsion qui englobe le hip-hop et la pop" et Complex l'a qualifié de "morceau de production de tambours et de piano". Stromae a expliqué que la chanson a été écrite après que Lorde a appelé son manager pour "avoir une piste (pour la bande originale de Hunger Games: Mockingjay )". Bien que la chanson provienne de l'album Racine carrée, Lorde "décida d'en faire un tout autre morceau". Stromae a déclaré qu'il a été touché par l'importance de son opinion, même avec d' autres chanteurs sur la piste musicale. Il a décrit Lorde comme étant "humaine, simple et vraiment gentille". À un moment donné de la chanson, Pusha T évoque la " bourgeoisie obsédée par l'image du Capitole ", même que Billboard a décrit comme "un langage qui serait tout aussi approprié pour la société réelle". Dans son couplet, il chante :
We're all tryna be somebody else

You can't hide your tears in wealth

When your heart knows you hate yourself
traduit par
Nous essayons tous d'être quelqu'un d'autre

Tu ne peux pas cacher tes larmes dans la richesse

Quand ton cœur sait que tu te détestes.

## Critiques
"Meltdown" a reçu globalement des critiques plutôt positives de la part des critiques musicales, plusieurs d'entre elles louant la prestation vocale de Lorde et Haim mais désapprouvant le manque de voix de ce dernier sur la chanson. Jon Dolan de Rolling Stone  l'a qualifié de "groove épais et agité qui ressemble à une soirée dansante toute la nuit dans le district 13 déchiré par la guerre". La rédactrice en chef du Times, Melissa Locker, a déclaré que "Meltdown" ferait que"les gens feraient [...] la tête d'ici à Panem ". D'autres critiques ont partagé des opinions péjoratifs à mélioratifs. NME a fait l'éloge de la chanson mais a critiqué la contribution de Haim qui a été décrite comme «limitée» aux chœurs. Alex Hudson d' Exclaim a également noté la contribution "assez faible" de Haim, mais a été ravi lorsque "leurs crochets harmonisés distinctifs sont apparus au premier plan dans le passage final".
Bien que "Meltdown" n'ait pas été publié dans de nombreux pays, il a connu un grand succès commercial en Belgique. Peu de temps après la sortie du film, la chanson a fait ses débuts et a culminé au numéro sept dans la composante graphique de Flandre de Belgique, qui enregistre les ventes de musique pour la partie nord du pays. En Wallonie, la composante graphique méridionale de la Belgique, "Meltdown" a culminé au numéro 5. Il s'est classé numéro un sur le graphique urbain belge. En France, "Meltdown" avait un placement mineur qu'à 107.